# 제네시스 (밴드)
제네시스(Genesis)는 1967년에 결성된 영국의 프로그레시브 록 / 팝 록 밴드이다. 피터 가브리엘과 필 콜린스가 보컬로 활동했었다. 피터 가브리엘 시절의 제네시스는 연극이나 오페라와 같은 서구 공연문화의 전통적인 양식을 록 음악에서 가장 효과적으로 구현한 밴드였으며 프로그레시브 록의 가장 중요한 밴드 중 하나였다. 반면 필 콜린스 시절 제네시스는 프로그레시브 록에서 점차 팝 록으로 변해갔으며 빌보드 차트 1위곡을 배출할 정도로 상업적인 성공을 거두었다.

## 역사

### 피터 가브리엘 시대(1967~1975)
고등학교에서 만난 피터 가브리엘, 토니 뱅크스(Tony Banks), 마이크 러더포드(Mike Rutherford), 앤서니 필립스(Anthony Phillips) 등은 학교 선배이자 유명한 제작자인 조너던 킹(Jonathan King)의 도움으로 데카 레코드와 계약을 맺었다. 이 때가 1967년으로 멤버들은 대개 17-18세였다.
이들은 1968년 여름에 녹음을 하여 69년에 첫 앨범인 《From Genesis to Revelation》을 발표했다. 이 앨범은 이후의 음반들과는 전혀 다른 음반으로 3분대의 짧은 곡들이 주를 이루었으며 분위기도 목가적이거나 로큰롤에 가까웠다. 그러나 독특한 피터 가브리엘의 목소리나 피아노가 기타와 더불어 사운드를 이끌어 나가는 등 다른 그룹들과는 차별성을 보여주는 좋은 음반이었다. 결성 당시에는 미국에 이미 Genesis라는 이름을 가진 밴드가 있었지만, 2집 제작 당시에 그들이 해체했기 때문에 지금의 그룹명을 사용하게 되었다. 이들은 아직 라이브 경험도 변변찮은 아마추어 밴드였다.
두 번째 앨범 《Trespass》는 70년 10월에 레이블을 바꾸어 발매되었다. 다른 프로그레시브 록 앨범들처럼 건반연주가 강조되었고 극적인 구성을 취하게 된 이 음반은 전작과는 차원을 달리하는 것이었다. 물론 전작이 가지고 있던 목가적 서정미가 여전히 남아있긴 하지만 이미 이 앨범의 작곡이나 연주는 프로의 그것이다. 이들의 목가적 서정미는 이후 밴드를 탈퇴한 앤서니 필립스의 솔로 음반들로 이어진다. 이 때의 공연중 피터 가브리엘은 흥분한 나머지 스테이지 다이빙을 시도하다 관객들이 받아주지 않고 피해버리는 바람에 다리가 부러졌다. 하지만 그는 아픈 다리를 무릎으로 받치고 계속 노래하여 공연을 끝마친 뒤 병원에 실려갔다.

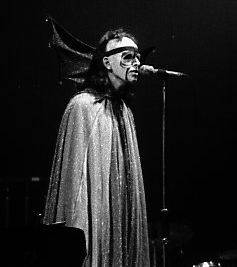
1974년, 망또와 박쥐 날개, 분장을 한 피터 가브리엘

새로운 멤버 스티브 해킷(Steve Hackettk)과 필 콜린스(Phil Collins)를 맞이한 제네시스는 그들 음악스타일의 시작이라 할 수 있는 《Nursery Cryme》을 1971년 11월에 발매한다. 피터 가브리엘은 이 음반에서 이야기를 하고 있다. 전래동화 혹은 환상적인 분위기의 가사들은 음악적 구성과 대등한 비율을 차지하고 있다. 곡 구성도 이전보다 더욱 극적으로 변했는데 노랫말의 전달과 이야기의 구성에 맞추어야 한다는 제한요소들이 있음에도 불구하고 연주는 예전보다 더욱 힘있게 전개되고 있다. 이들의 연극적인 요소는 영국보다는 대륙에서 인정을 받아 벨기에와 이탈리아에서 폭발적인 인기를 얻기 시작했다.
이들은 인정받기 시작했고 전작에 비해 한걸음 더 나아간 명작 《Foxtrot》을 1972년 10월에 발매한다. 23분에 달하는 대작 <Supper's Ready>는 이들의 극적인 요소가 극에 달한 곡이며 본작은 이들의 한 정점이 되었다.
1973년 8월에 《Live》를 발매하였다. 이들은 이 시기의 공연에서부터 이들은 공연에서 ‘쇼’를 하기 시작하는데 피터 가브리엘은 얼굴에 분장을 하고 이상한 무대 의상을 뒤집어쓰고 나오는가하면 노래와 동시에 연기를 시작했다. 이러한 스테이지는 특히 이탈리아의 밴드들을 자극시켰다. 메타모르포시(Metamorfosi), 라떼 에 미엘레(Latte e Miele), 일 발레또 디 브론조(Il Balletto di Bronzo)와 같은 연극적인 밴드들도 잘 알려져 있다.
1973년 9월에 《Selling England by the Pound》가 발매되었다. 스타일의 정점에 오른 밴드는 변화해야 했고 그 결과물은 보다 현실에 가까운 가사, 곡 구조의 단순화, 서정미의 회복 등이었다. 그런 과도기적인 작품이고 예전에 비해 확실히 느슨한 음반임에도 불구하고 여전히 연주력은 뛰어나며 이전 곡들이 가지고있던 양식미는 그대로 남아있다. 이 앨범의 고상한 분위기는 제네시스에게 가장 영국적인 밴드라는 별명을 안게 해 주었다. 제네시스의 가사는 영국인들만이 알 수 있는 문학(특히 Lewis Caroll과 J.R.R. Tolkein), 생활문화, 은유, 전래곡, 이야기, 사투리 등이 섞인 복잡한 텍스트이다.
1974년 11월에 발표된 《The Lamb Lies Down on the Broadway》는 피터 가브리엘이 뿜어낸 자아의 극한적인 표출이었다. 더블앨범으로 나온 본작은 라엘(Rael)이라는 청년이 겪는 내적/외적 사건들을 다룬 초현실적인 작품이다. 피터 가브리엘은 제네시스 내의 독재자가 되었으며 그는 이 앨범의 투어 이후 밴드를 나가게 된다. 이는 핑크 플로이드(Pink Floyd)의 로저 워터스(Roger Waters)와 그의 독백 《The Wall》을 연상시킨다. 본작은 방만한 구성에 피터 가브리엘의 야심까지 겹쳐 무척 듣기 어려운 대작이 되었다. 음악을 수단화시켰다는 혐의를 벗기 어렵지만 그와 같은 아티스트는 그런 작품을 뽑아 던져놓을 자격이 있다.

### 필 콜린스 시대 (1975~)

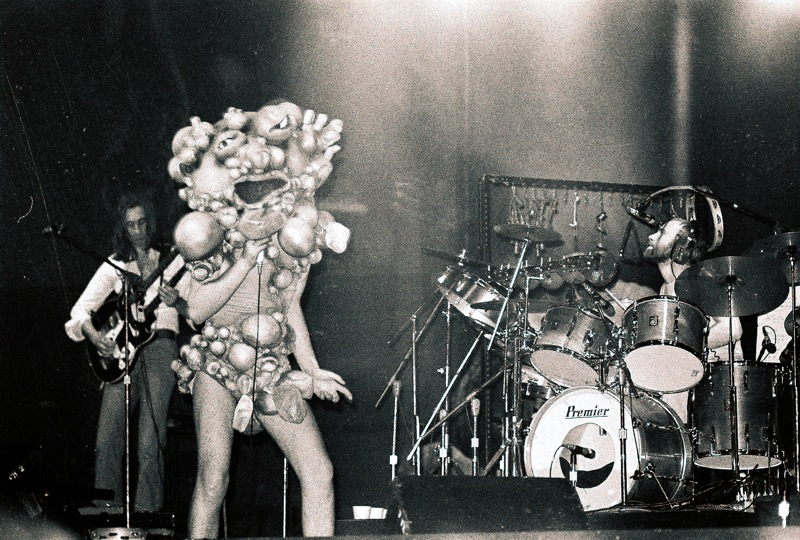
1974년 러더포드와 가브리엘, 콜린스

제네시스는 피터 가브리엘이 나간 다음에도 이전까지의 분위기를 갖는 음반을 석장 발매했다. 《A Trick of the Tail》(1976), 《Wind & Wuthering》(1977) 그리고 《Seconds Out》(1977, 2LP live)이 바로 그 작품들이다. 이 작품들에는 많은 이들이 과도기적이다, 나름대로 준수한 아트록이다, 비록 작가는 아닐지라도 그들은 여전히 훌륭한 연주를 들려준다 등의 평을 내리고 있다. 하지만 그들은 변해야 했다. 피터 가브리엘이 자신의 과거와 결별하려 했듯 그들은 피터 가브리엘과 결별해야 했다. 이상하게도 그들은 상업적으로 점점 성공해갔다.
《…And Then There Were Three》(1978), 《Duke》(1980), 《Abacab》(1981), 《Three Sides Live》(1982, 2LP live), 《Genesis》(1983), 《Invisible Touch》(1986), 《We Can’t Dance》(1991)은 그들이 선택한 새로운 길, 팝 뮤직 그룹으로서의 제네시스가 발표한 음반들이다. 이 음반들을 발표하면서 이들은 상업적으로 폭발적인 성공을 거두었는데 이중 인상적인 음반은 《Genesis》(1983)와 《Invisible Touch》(1986)이다.
《Genesis》 앨범에서 필 콜린스는 매우 당당한 보컬을 들려준다. 그는 이미 7년 동안이나 제네시스의 리드보컬이었으며 솔로작들이 차트 1위를 점령하고 있었다. 그리고 프로듀서 휴 패점(Hugh Padgham)과 함께 만든 사운드는 귀에 쏙쏙 박히기 충분했다.
《Invisible Touch》는 전작에 비해 훨씬 진보한(더더욱 팝적인!) 팝음반이 되어 제네시스의 유일한 싱글 1위곡이 된 <Invisible Touch>를 비롯한 5곡의 싱글 히트곡이 나왔다. 전작과 마찬가지로 휴 패점과 함께 만든 이 앨범의 사운드는 솔직히 ‘신난다’. 300만장 이상이 팔린 히트 앨범으로 본 작은 80년대 팝의 가장 중요한 음반중 하나가 되었다. 재미있는 것은 피터 가브리엘의 최고 히트작이자 최고의 성과물 중 하나인 《So》가 《Invisible Touch》 바로 다음의 미국 앨범 차트 1위가 되었다는 것이다. 똑같이 유일한 싱글 1위곡을 내었고, 판도 엇비슷하게 팔았다. 그런데 그 성과는 정말 크게 달랐다.
사실 제네시스에선 더 이상 볼 일이 없었던 필 콜린스는 96년에 밴드를 떠나고 그 자리는 레이 윌슨(Ray Wilson)이 메운다. 그는 허스키한 목소리를 가지고 있어 필 콜린스와 조금은 유사하다. 제네시스는 97년에 《Calling All Stations》를 발매한다.

## 멤버들의 솔로활동

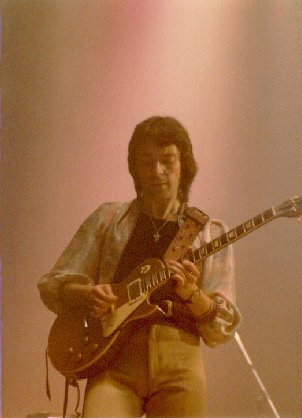
1977년 스티브 해킷

토니 뱅크스는 피터 가브리엘과 함께 제네시스를 만들었고 지금까지도 밴드를 이끌고 있는 키보드 주자이다. 그의 솔로작들은 다른 키보드 주자들의 음반들과는 달리 깔끔하고 단순한 곡이 주를 이루고 있다고 한다. Strictly Inc.라는 듀오로 95년에 음반 한장을 내었다.
마이크 러더포드 역시 제네시스 창립멤버이며 지금까지 남아있는 기타, 베이스 주자로 두장의 솔로앨범과 마이크 + 더 메카닉스(Mike + the Mechanics)라는 이름으로 넉장의 앨범을 내었다. 마이크 + 더 메카닉스는 필 콜린스, 피터 가브리엘 다음으로 성공한 축에 속하며 앨범을 낼 때마다 어느정도의 판매고를 기록하였다.
앤서니 필립스는 《Trespass》까지 참여했던 기타리스트로 그는 밴드가 목가적인 사운드에서 벗어나자 밴드를 떠났다. 그의 솔로작들은 클래시컬한 분위기의 소품들로 이루어져있다고 한다.
스티브 해킷은 《Nursery Cryme》부터 《Seconds Out》까지 참여했던 기타리스트로 그는 밴드가 점차 팝적인 성향을 보이자 밴드를 떠났다. 그의 솔로 데뷔앨범 《Voyage of the Acolyte》는 다이나믹한 구성이 멋진 프로그레시브 록 음반이었으며 국내에 발매되어 많은 프로그레시브 팬들의 사랑을 받았다. 이후 그의 솔로음반들은 클래시컬한 취향으로 변해갔다고 한다.
필 콜린스는 《Nursery Cryme》부터 《We Can't Dance》까지 참여했던 드러머이자 보컬로 그는 무려 7천만장에 이르는 판매고를 가진 슈퍼스타이다. 그의 솔로 앨범은 현재까지 7장이며 여러 사운드트랙에 참여하였다. 그는 브랜드 엑스(Brand X)라는 재즈 락 그룹에서 75년부터 87년까지 드러머로 활약하였는데 그는 좋은 보컬리스트이자 좋은 팝스타이기 이전에 훌륭한 재즈/록 드러머였다.
마지막으로 테일러 핵퍼드(Taylor Hackford) 감독의 영화 <어게인스트>(1984)의 사운드 트랙이 있다. 이 사운드 트랙의 뒷면은 래리 칼튼(Larry Carlton)이 유려한 스코어를 담아두었는데 제네시스와 관계된 쪽은 앞면이다. 앞면 6곡중 피터 가브리엘이 한곡, 필 콜린스가 한곡, 마이크 러더포드가 한곡을 연주한 것이다. 이중 필 콜린스가 부른 타이틀곡 <Against All Odds>는 제네시스 패밀리의 첫 번째 싱글 1위곡이다. 전체적으로 단정한 사운드 트랙이다.

## 음악 스타일

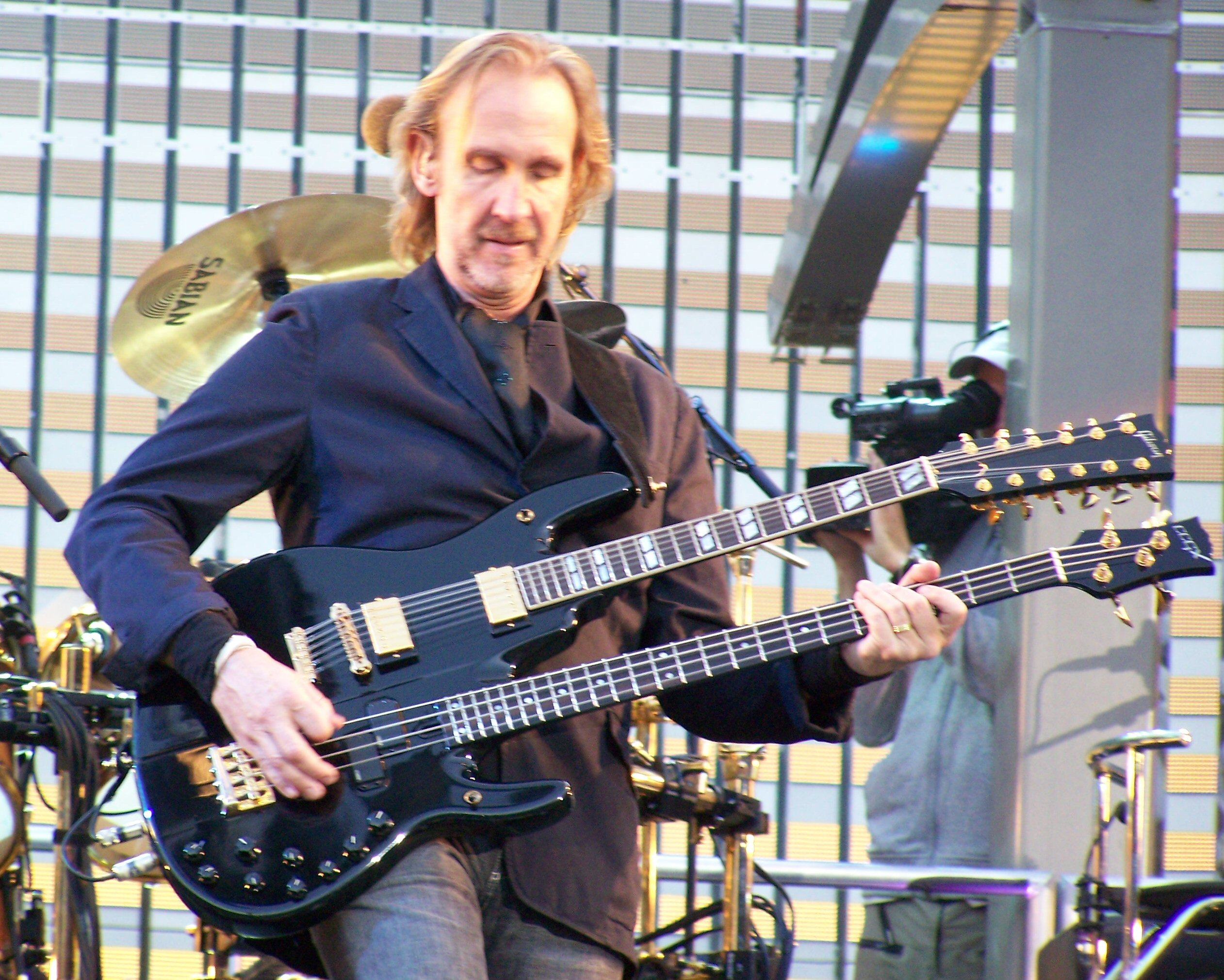
마이크 러더포드의 트레이드 마크인 12줄 기타와 베이스가 결합된 더블 넥 기타.

제네시스는 우선 무엇보다도 스스로를 연주자 보다는 작곡가들로 여긴다. 오리지널 멤버들은 클래식과 교회 음악을 들으며 자랐고 여기에 1960년대 록 음악, 특히 비틀즈의 영향이 더해졌으며 피터 가브리엘의 보컬 스타일은 오티스 레딩이나 스택스 아티스트들에게 영향을 받았다. 초기 제네시스의 음악은 팝 음악, 포크 음악, 사이키델릭 음악 장르를 혼합한 스타일이었고 1970년대에 들어서 가사에 판타지나 초현실적인 요소들이 들어가게 된다. 그리고 《Nursery Cryme》 앨범에서 처음으로 전자 악기들이 더 집중적으로 사용되다가 《Trick of the Tail》에 와서 원래의 뿌리인 어쿠스틱한 곡들과 판타지에서 영감을 얻은 내용들로 돌아간다.
초기의 가사들은 환각, 환상, 신화적 인물 및 동화의 주제들을 가져왔고 주로 가사를 썼던 가브리엘은 제목이나 내용에 일종의 말장난이나 이중의 뜻을 넣었으며 사회적 논평을 포함한 다양한 주제를 다루었다. 《Selling England by the Pound》에서는 당시 영국 문화들이 많이 반영되었는데 <Aisle of Plenty> 같은 곡은 영국 슈퍼마켓을 들어 상업주의를 말하고 있으며 문학에서도 주제를 따와 <The Cinema Show> 같은 경우 T. S. 엘리엇의 시 <황무지>를 기반으로 했고 <Watcher of the Skies>는 아서 C. 클라크의 소설 <유년기의 끝>에서 영감을 얻었다.
제네시스가 뱅크스, 러더포드, 콜린스 삼인조로 크기가 줄어들었을 때 이들은 가사의 스타일을 여성 팬들을 위해 좀 더 일상적인 내용들로 바꾸기로 했다. 콜린스의 곡들은 특히 개인적인 내용들이 많다. 하지만 <Illegal Alien> 같이 유머를 담거나 진지한 정치적 내용을 주제로 한 <Land of Confusion>, 상업주의를 비판한 <I Can't Dance> 같은 곡들도 계속 만들었다. 
뱅크스에 의하면 보통 곡을 만들 때 콜린스가 리듬을 연주하면 러더포드가 그 위에 그루브나 리프를 더하고 자신이 하모니와 멜로디를 그 위에 넣는다고 하며 <Supper's Ready>의 <Apocalypse in 9/8>이나 <The Cinema Show>, <Domino> 같은 곡들이 그러한 예라고 했다. 또한 후기에 가서는 스스로에게 제한을 두고 <Invisible Touch>나 <Land of Confusion> 같은 팝송을 만들었다고 했다.
토니 뱅크스는 제네시스에서 활동하면서 여러 다양한 키보드를 사용했는데 늘 새로운 모델을 찾았다고 한다. 1970년대에는 해먼드 오르간, 호너 피아넷, 멜로트론, RMI 일렉트릭 피아노, ARP 프로 솔로이스트를 자주 사용했고 1980년대에는 시퀜셜 서큇의 프로펫 5와 10, ARP 콰드라 및및 여러 코르그 신시사이저를 썼다. 2007년 투어에서는 코르그 오아시스를 주로 사용했다. 기타리스트이자 베이스를 함께 연주했던 마이크 러더포드는 제네시스에서 활동하면서 그의 트레이드 마크인 더블 넥 기타를 1970년대에 특히 많이 사용하였고 1980년 이후부터는 에릭 클랩튼 스트라토캐스터를 즐겨 썼다.

## 음악적 유산
제네시스는 인정을 받는데 어려움이 있었다. 1970년대 초에는... 열렬한 컬트 추종자들이 있었으나 대부분의 록 잡지나 대중들에게는 없는 듯 취급되었다... 80년대 초까지도 언론은 관심이 없었고 그저 이지 리스닝 음악으로 치부했다... 솔직히 이 모든 것이 제네시스에게 있어 매우 불공평했다고 본다.

제네시스의 앨범은 전세계적으로 대략 1억에서 1억5천장 팔린 것으로 추정되는데 공식적인 집계로 보면 미국에서 2천1백5십만장, 영국에서 720만장, 독일에서 560만장, 프랑스에서 340만장 등이다. 영국에서 11개의 골드와 4개의 멀티 플래티넘 앨범을 달성했고 미국에서는 7개의 골드와 2개의 플래티넘, 4개의 멀티 플래티넘의 기록을 갖고 있다.
2010년 3월, 제네시는 로큰롤 명예의 전당에 헌액되었고 1988년 단기간만 존재했던 그래미 어워드의 컨셉 뮤직 비디오 상 하나를 받았고 2012년 9월, 제1회 프로그레시브 뮤직 어워드에서 밴드에게 평생 공로상이 수여되었다. 2004년 Q 매거진이 앨범 판매, 영국 차트 기록 및 공연 관중들의 숫자 들을 종합하여 만든 차트에서 제네시스는 17위를 기록했다. 2007년에는 VH1 락 아너스에 선정되었고 2008년 모조 어워드에서는 평생공로상을 받았다.
제네시스는 1970년대부터 프로그레시브 록을 싫어하는 이들로부터 지속적인 비판을 받아 왔다. BBC의 유명 DJ인 존 필은 제네시스 초기 시절인 1970과 1972년에 세 번의 세션에 초대할 만큼 이들을 옹호했으나 점차 보여지는 과잉적인 모습에 환멸이 커져갔다. 중산층이고 사립학교에서 교육을 받은 이들에 대해 노동자들의 음악인 록을 빼았겼다고 여긴 이들도 있었다. 2013년 가브리엘은 "오늘까지도 우리는 오만한 부잣집 도련님의 이미지에서 벗어나지 못했다.... 우리는 늘 우리의 배경에 대해 솔직했다. 우리는 중산층이지 귀족이 아니다"라고 했다. 가브리엘의 연극적 무대는 일반 록 청중들에게는 불쾌감을 주었고 그 결과 주류로 진입하지 못하고 컬트 추종자들만을 양산했다.
1980년 상업적으로 최전성기일 때 제네시스는 당시 미국의 주요 음악 평론가 중 하나였던 로버트 힐번의 "놀라울 정도로 하찮은" 음악이라는 비난에 직면했고 필 콜린스의 솔로 곡들과 "거의 구별할 수 없다"는 평도 들어야 했다. 롤링 스톤의 에릭 헤데고르드는 제네시스가 상업주의에 팔려버렸다는 데 있어 특히 필 콜린스가 비난의 대상이 된다고 했다. 한편 평론가 J. D. 콘시딘은 제네시스가 초기에는 음악 언론과 대중들에게 없는 듯한 취급을 당했고 1970년대 말에는 "아트 록의 위엄을 유지하려 하나 그저 중간급 밴드로 조롱당했고 1980년대에는 아예 "가벼운 이지 리스닝" 음악으로 취급되었는데 이것은 불공평했다고 주장하며 제네시스가 그래도 "중간 수준 이상의 앨범"들을 만들어 냈지 저질 수준은 없었다고 했다. 하지만 앨범에 대한 평가도 제각각이어서 콘시딘은 《Selling England by the Pound》가 제네시스 최악의 앨범 3개 중 하나라고 한 반면 올뮤직에서는 이들 최고의 앨범 중 하나로 꼽았다.

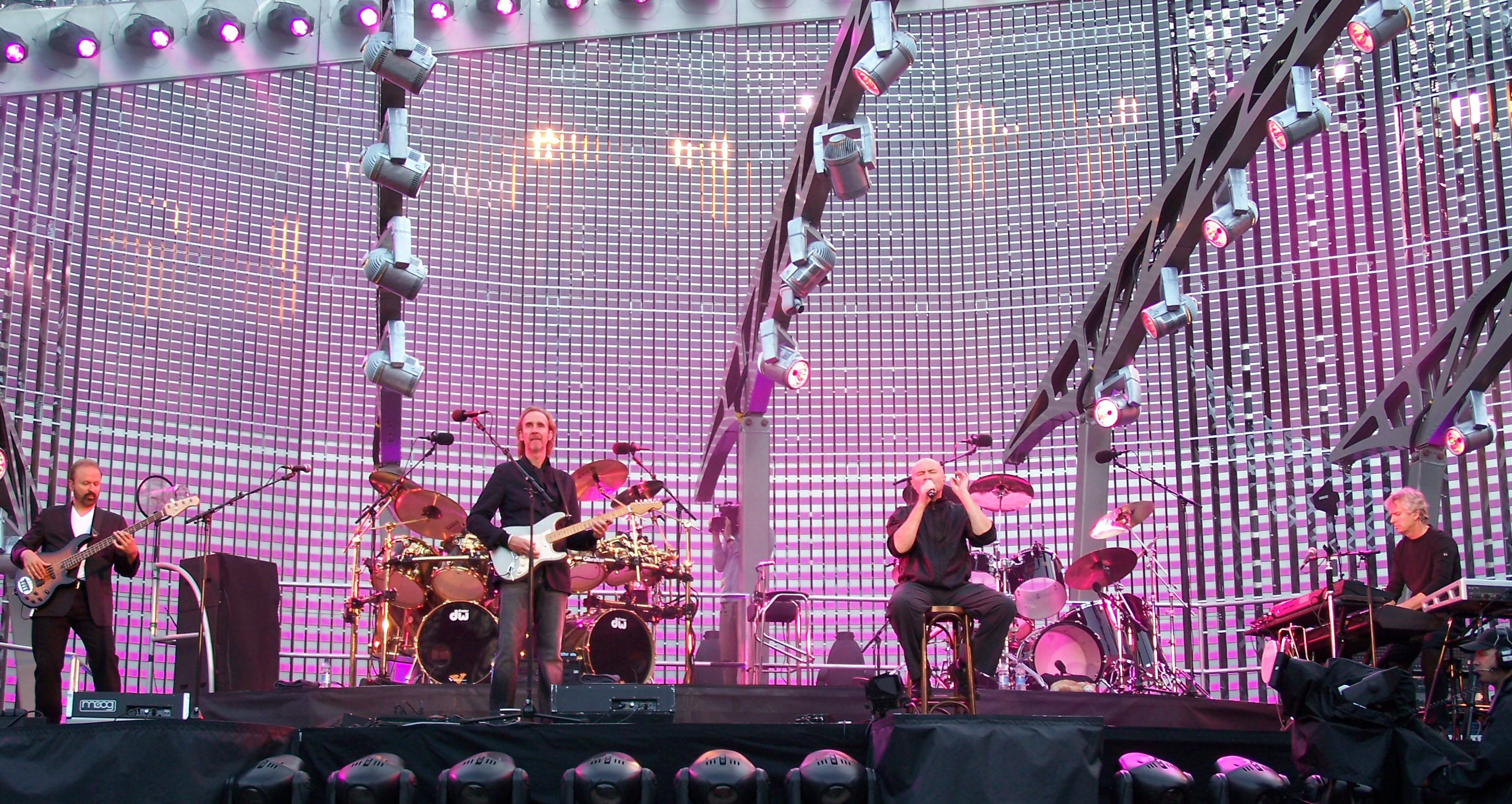
2007년 공연 중인 제네시스

또한 제네시스의 어떤 시기를 좋아하는 이들은 다른 시기는 싫어하는 경향을 보인다. 피터 가브리엘 시절을 좋아하는 팬들은 필 콜린스가 주도권을 잡으면서 이들은 너무 기업화 되었다고 비난하고 콜린스 시절을 좋아하는 팬들은 가브리엘 시절은 음악이 너무 지루하고 소화하기 어렵다고 비판했다. 제네시스는 이러한 갈림 현상을 알고 있었고 《Abacab》 앨범 발매 당시 인터뷰에서 《Foxtrot》를 좋아하는 팬이라면 이 앨범을 별로 좋아하지 않을 수도 있다면서 열린 마음으로 들어달라고 부탁하기도 했다. 얼터밋 클래식 록에서는 "클래식 록에 있어 제네시스처럼 앨범들이 확연히 갈리는 경우는 많지 않다... 제네시스가 프로그레시브 록의 틀을 짜는데 일조했으며 또한 이 장르에 있어 가장 핵심적인 앨범들을 만들었다는데에는 이견이 있을 수 없다... 하지만 제네시스의 사운드는 프로그레시브에서 점차 벗어나더니 결국 완전한 팝 그룹이 되어버렸다. 이 양쪽 모두에 똑같이 매혹되는 사람을 찾아내기란 하늘의 별따기일 것이다"라고 했다. 한편 데일리 텔레그래프의 록음악 평론가인 닐 맥코믹은 제네시스에 대하여 "대담하고 혁신적인 밴드였다(물론 초기 시절에 한하여)"면서 필 콜린스에 대해서는 "뛰어난 드러머다"라고 칭찬하며 "가브리엘이 떠난 이후 콜린스는 매우 독특한 목소리를 통해 프론트맨으로서의 카리스마를 보여주려 했다"고 평했다.

## 영향
제네시스는 1980년대에 나타난 마릴리온이나 팔라스 같은 네오 프로그레시브 록 장르에 가장 주요한 영향을 주었다고 일컬어진다. 제네시스에서 활동했던 스티브 해킷의 기타는 퀸의 브라이언 메이, 러시의 알렉스 라이프슨, 에디 반 헤일런 등에게 영향을 주었고 아이언 메이든의 스티브 해리스는 가브리엘 시절의 제네시스가 그의 음악에 가장 큰 영향을 준 이들 중 하나라고 꼽으면서 <Supper's Ready>가 제쓰로 툴의 <Thick as a Brick>과 함께 자신이 가장 좋아하는 두 곡이라고 했다. 또한 포스트펑크 아티스트들인 심플 마인즈와 에코 & 더 버니맨의 기타리스트 윌 서전트를 비롯하여 일렉트로닉 뉴웨이브 밴드인 휴먼 리그에게도 영향을 주었다. 피시의 트레이 아나스타시오는 "제네시스가 내게 끼친 거대한 영향과 내가 아직 젋은 뮤지션일 때 음악적 철학을 심어준 것의 중요성은 아무리 강조해도 지나치지 않을 것이다"라고 했다.
제네시스 헌정 밴드들도 꽤 존재하는데 리제네시스라는 밴드는 1970년대 제네시스 음악에 초점을 맞추고 있고 가장 성공한 캐나다-프랑스 밴드인 뮤지컬 박스는 공식적으로 제네시스의 승인을 받았고 스티브 해킷과 필 콜린스가 게스트로 함께 하기도 한다. 피터 가브리엘은 자녀들을 뮤지컬 박스 공연에 데려가기도 했는데 "아버지가 예전에 뭘 했었는지를 보여주기 위함"이었다고 했고 해킷은 이들이 "사운드 뿐 아니라 모습까지도 똑같다"고 했다.

## 구성원
- 토니 뱅크스 (Tony Banks) – 키보드, 12줄 기타, 백보컬 (1967–2000, 2006–2007, 2020–현재)
- 마이크 러더포드 (Mike Rutherford) – 베이스, 기타 ,베이스 페달, 백보컬 (1967–2000, 2006–2007, 2020–현재)
- 필 콜린스 (Phil Collins) – 리드 보컬 (1975–1996, 2006–2007, 2020–현재); 드럼, 퍼커션 (1970–1996, 2006–2007)
- 피터 가브리엘 (Peter Gabriel) – 리드 보컬, 플루트, 오보에, 탬버린, 베이스 드럼 (1967–1975)
- 앤서니 필립스 (Anthony Phillips) – 일렉트릭/어쿠스틱 기타, 백보컬 (1967–1970)
- 크리스 스튜어트 (Chris Stewart) – 드럼, 퍼커션 (1967–1968)
- 존 실버 (John Silver) – 드럼, 퍼커션 (1968–1969)
- 존 메이휴 (John Mayhew) – 드럼, 퍼커션, 백보컬 (1969–1970; 2009 사망)
- 믹 버나드 (Mick Barnard) – 일렉트릭/어쿠스틱 기타 (1970–1971)
- 스티브 해킷 (Steve Hackett) – 일렉트릭/어쿠스틱 기타 (1971–1977)
- 래이 윌슨 (Ray Wilson) – 리드 보컬 (1996–2000)

## 음반 목록

### 정규
- 《From Genesis to Revelation》 (1969)
- 《Trespass》 (1970)
- 《Nursery Cryme》 (1971)
- 《Foxtrot》 (1972)
- 《Selling England by the Pound》 (1973)
- 《The Lamb Lies Down on Broadway》 (1974)
- 《A Trick of the Tail》 (1976)
- 《Wind & Wuthering》 (1976)
- 《...And Then There Were Three...》 (1978)
- 《Duke 》 (1980)
- 《Abacab》 (1981)
- 《Genesis 》 (1983)
- 《Invisible Touch》 (1986)
- 《We Can't Dance》 (1991)
- 《Calling All Stations》 (1997)